# Matrimonio avuncolato
Per matrimonio avuncolato si intende uno sposalizio tra zio e nipote o zia e nipote (consanguineità collaterale di 3º grado). In alcune società esso è proibito, in quanto considerato una forma d'incesto, mentre in altre è perfettamente legale.
Il termine avunculato deriva dal latino avuncŭlus, «zio materno», che nel linguaggio dell'antropologia sociale sta ad indicare la "particolare struttura di parentela per la quale lo zio materno assume determinati diritti e doveri nei confronti del nipote". L'avunculato è frequente nelle società matriarcali in quanto lo zio materno assume la funzione di figura maschile di riferimento, cioè di protezione ed educazione del bambino, che in una società patriarcale sono attribuite al padre. Delle tracce di questo tipo di rapporto speciale sopravvivevano nell'antichità classica, come l'antica Grecia.
I partner di un matrimonio avuncolato hanno la stessa relazione genetica che si instaura tra fratellastri o tra nonno/a e nipote, in quanto condividono il 25% del loro patrimonio genetico. Questo dato è superiore a quello che lega i cugini di primo grado - che condividono il 12.5% del loro materiale genetico - ed inferiore a quello che accomuna i fratelli e le sorelle.
I matrimoni avuncolati erano una volta frequenti tra le case reali d'Europa, in quanto il contenuto del capitolo 18 del Levitico non è stato interpretato come divieto esplicito del matrimonio di un uomo con la figlia di suo fratello o sorella; nei paesi cattolici, una dispensa papale poteva essere concessa per consentire tali nozze, e in alcuni casi ciò avvenne.
Quasi tutte le legislazioni dei paesi anglosassoni vietano il matrimonio avuncolato; tuttavia esso è permesso in molti Stati come l'Argentina, l'Australia, Austria, Brasile, Finlandia, Malaysia e Russia. Nel caso della Francia, il matrimoniofra zio/zia e nipoti è possibile solo con permesso speciale del Presidente della Repubblica (articolo 163 del Codice civile).
Inoltre, è il matrimonio più diffuso tra la popolazione del Awá-Guajá, tribù di cacciatori-raccoglitori nomadi dell'Amazzonia orientale. In tre Stati dell'India meridionale - Andhra Pradesh, Tamil Nadu e Karnataka - è permesso agli uomini di sposare la figlia della propria sorella (anche se l'eventualità si verifica raramente) ma non quella del proprio fratello, poiché il rapporto in quest'ultimo caso sarebbe considerato incestuoso.
In Italia il matrimonio avuncolato è vietato dall'articolo 87 del Codice Civile: "Non possono contrarre matrimonio fra loro: (...) lo zio e la nipote, la zia e il nipote". Tuttavia, un comma successivo aggiunge che "il tribunale, su ricorso degli interessati, con decreto emesso in camera di consiglio, sentito il pubblico ministero, può autorizzare il matrimonio" nel caso specifico "anche se si tratti di affiliazione (o di filiazione naturale)".

## Matrimoni avuncolati nella Storia
- Il re di Sparta Leonida I e sua nipote Gorgo (490 a.C.).
- L'imperatore romano Claudio e sua nipote Agrippina minore (49, quarta moglie).
- Il principe vietnamita Trần Hưng Đạo e sua zia Thien Thanh.
- La regina di Napoli Giovanna d'Aragona e suo nipote Ferdinando II (1496).
- Il re di Spagna Filippo II e sua nipote Anna d'Asburgo (1570, quarta moglie).
- L'arciduca austriaco Ferdinando II e sua nipote Anna Caterina Gonzaga (1582).
- La gran sacerdotessa hawaiana Kapohauola e suo nipote Kakae.
- Il re di Spagna Filippo IV e sua nipote Maria Anna d'Asburgo (1646, seconda moglie).
- Il filosofo francese Voltaire e sua nipote Marie Louise Mignot (1744, concubinaggio).
- Il principe prussiano Augusto Ferdinando e sua nipote Anna Elisabetta Luisa (1755).
- Il re portoghese Pietro III e sua nipote Maria I (1760).
- L'infanta portoghese Benedetta di Braganza e suo nipote Giuseppe di Braganza (1777).
- Il re delle Hawaii Kamehameha I e sua nipote Keōpūolani (1796).
- Il Segretario di Stato dei Regni di Napoli e di Sicilia John Acton e sua nipote Marianna Acton (1799).
- Il duca di Modena Francesco IV e sua nipote Maria Beatrice di Savoia (1812).
- L'infante di Spagna Carlo Maria Isidoro e le sue nipoti Maria Francesca di Braganza (1816) e Maria Teresa di Braganza (1838).
- Il re di Spagna Ferdinando VII e le sue nipoti Maria Isabella di Braganza (1816) e Maria Cristina di Borbone (1829).
- Il re delle Hawaii Kamehameha II e sua nipote Kalanipauahi (1819).
- L'infante di Spagna Francesco di Paola e sua nipote Luisa Carlotta di Borbone (1819).
- Il banchiere francese James Mayer de Rothschild e sua nipote Betty Salomon von Rothschild (1825).
- Il duca di Sassonia-Coburgo-Saalfeld Ernesto I e sua nipote Maria di Württemberg (1832, seconda moglie).
- Il nobile austriaco Richard von Metternich e sua nipote Pauline von Metternich (1856).
- Il conte Emilio Borromeo Arese e sua nipote Elisabetta Borromeo Arese (1858).
- Il presidente del Messico Porfirio Díaz e sua nipote Delfina Ortega Diaz (1867).
- Il doganiere austriaco Alois Hitler e sua nipote Klara Pölzl (1885).
- Il re di Spagna Amedeo I e sua nipote Maria Letizia Bonaparte (1888, seconda moglie).
- Lo scrittore polacco Henryk Sienkiewicz e sua nipote Maria Babska (1904).